# Varró (cognom)
Varró (llatí: Varro) fou un cognom romà emprat per diverses gens, principalment la gens Terència. Es tracta d'un antropònim de significat desconegut però probable origen etrusc.

## Personatges

### Terencis Varrons
- Gai Terenci Varró, cònsol el 216 aC
- Aulus Terenci Varró, pretor el 184 aC, fill de l'anterior
- Marc Terenci Varró Lucul, cònsol el 73 aC
- Marc Terenci Varró, pretor el 68 aC, erudit romà, autor de nombroses obres
- Marc Terenci Varró Gibba, tribú de la plebs el 43 aC
- Aulus Terenci Varró Murena (pompeià), militar pompeià a la batalla de Farsàlia el 48 aC
- Aulus Terenci Varró Murena, cònsol el 23 aC, tal vegada fill de l'anterior
- Publi Terenci Varró, poeta romà

### Visel·lis Varrons
- Gai Visel·li Varró, edil curul el 59 aC
- Gai Visel·li Varró, cònsol sufecte l'any 12
- Luci Visel·li Varró, cònsol l'any 24, fill de l'anterior

### Altresgens
- Quint Rubri Varró, aliat de Gai Màrius, tal vegada el mateix personatge que el tribú Rubri
- Cingoni Varró, cònsol l'any 68
- Publi Tul·li Varró, general de la Legio VI Victrix en temps d'Hadrià